# Seznam států a svazových teritorií Indie podle počtu obyvatel
Toto je seznam států a svazových teritorií Indie podle počtu obyvatel. Indie se skládá z 28 států a 8 svazových teritorií. V roce 2011 byla Indie s odhadovaným počtem 1,2 miliardy obyvatel druhou nejlidnatější zemí světa po Čínské lidové republice. Indie zaujímá 2,4 % rozlohy světa a žije v ní 17,5 % světové populace. Indoganžská nížina je jednou z největších ploch s úrodnou půdou na světě a patří k nejhustěji osídleným oblastem světa. Východní a západní části Dekánské plošiny jsou hustě osídlené oblasti Indie. Thárská poušť  nacházející se na západě Rádžasthánu je jednou z nejhustěji osídlených pouští na světě. V severních a severovýchodních státech podél Himálaje se nacházejí chladné vyprahlé pouště s úrodnými údolími. Tyto státy mají relativně nižší hustotu zalidnění.

## Sčítání lidu
První sčítání lidu v Britské Indii proběhlo v roce 1872. Od získání nezávislosti Indie v roce 1947 se sčítání lidu provádí každých 10 let, poprvé v roce 1951.

Mapa hustoty zalidnění Indie 2001

Během let 2001-2011 se míra růstu indické populace zpomalila z 2,15 % na 1,76 %. Na základě údajů z desetiletého sčítání lidu vykazují nejrychlejší míru růstu Dádra a Nagar Havélí a Daman a Díu (55,1 %), následuje Méghálaj (27,8 %) a Arunáčalpradéš (25,9 %). Naopak nejnižší míru růstu zaznamenal Nágáland (-0,5 %).
V Indii se nachází 641 000 obydlených vesnic, přičemž 72,2 % celkové populace v nich také žije. Z celkového počtu vesnic má 145 000 vesnic velikost 500-999 obyvatel, 130 000 má velikost 1000-1999 obyvatel a 128 000 má velikost 200-499 obyvatel. V 3 961 vesnicích žije 10 000 a více obyvatel. Celkem 27,8 % městského obyvatelstva žije ve více než 5 100 městech a více než 380 aglomeracích. V desetiletí 1991-2001 způsobila migrace do velkých měst prudký nárůst městského obyvatelstva. Nejvíce přistěhovalců se přistěhovalo do Maháráštry (2,3 milionu), následované územím hlavního města Dillí (1,7 milionu), Gudžarátem (0,68 milionu) a Harijánou (0,67 milionu). Uttarpradéš (-2,6 milionu) a Bihár (-1,7 milionu) se řadí na vrchol v mezistátní emigraci. Na pět států: Uttarpradéš, Maháráštra, Bihár, Západní Bengálsko a Madhjapradéš připadá téměř polovina (47,90 %) celkové indické populace.
Státy jako Paňdžáb, Harijána, Karnátaka, Himáčalpradéš, Gudžarát, Tamilnádu, Mizorám a Andamany a Nikobary zaznamenaly zvýšení poměru pohlaví dětí. Sčítání lidu v Telangáně bylo odděleno od sčítání lidu ve státě Ándhrapradéš poté, co Telangána 2. června 2014 oficiálně vznikla.

## Seznam
Tento seznam obsahuje údaje ze sčítání lidu v roce 2022. Hustota zalidnění je zaokrouhlena na nejbližší celé číslo.
| Pořadí             | Stát nebo svazové teritorium       | Populace          | Národní podíl (%) | Desetiletý růst (2001–2012) | Venkovské obyvatelstvo | Venkovské obyvatelstvo (%) | Městské obyvatelstvo | Městské obyvatelstvo (%) | Rozloha       | Hustota zalidnění |
| ------------------ | ---------------------------------- | ----------------- | ----------------- | --------------------------- | ---------------------- | -------------------------- | -------------------- | ------------------------ | ------------- | ----------------- |
| 1                  | Uttarpradéš                        | 199 812 341       | 16,51 %           | 20,2 %                      | 155 317 278            | 77,73 %                    | 44 495 063           | 22,27 %                  | 240 982 km2   | 828 obyv./km2     |
| 2                  | Maháráštra                         | 112 374 333       | 9,28 %            | 20 %                        | 61 556 074             | 54,78 %                    | 50 818 259           | 45,22 %                  | 307 713 km2   | 365 obyv./km2     |
| 3                  | Bihár                              | 104 099 452       | 8,6 %             | 25,4 %                      | 92 341 436             | 88,71 %                    | 11 758 016           | 11,29 %                  | 94 163 km2    | 1 102 obyv./km2   |
| 4                  | Západní Bengálsko                  | 91 276 115        | 7,54 %            | 13,8 %                      | 62 183 113             | 68,13 %                    | 29 093 002           | 31,87 %                  | 88 752 km2    | 1 029 obyv./km2   |
| 5                  | Madhjapradéš                       | 72 626 809        | 6%                | 16,3 %                      | 52 557 404             | 72,37 %                    | 20 069 405           | 27,63 %                  | 308 245 km2   | 236 obyv./km2     |
| 6                  | Tamilnádu                          | 72 147 030        | 5,96 %            | 15,6 %                      | 37 229 590             | 51,6 %                     | 34 917 440           | 48,4 %                   | 130 051 km2   | 555 obyv./km2     |
| 7                  | Rádžasthán                         | 68 548 437        | 5,66 %            | 21,3 %                      | 51 500 352             | 75,13 %                    | 17 048 085           | 24,87 %                  | 342 239 km2   | 201 obyv./km2     |
| 8                  | Karnátaka                          | 61 095 297        | 5,05 %            | 15,6 %                      | 30 069 335             | 49,22 %                    | 31 025 962           | 50,78 %                  | 191 791 km2   | 319 obyv./km2     |
| 9                  | Gudžarát                           | 60 439 692        | 4,99 %            | 19,3 %                      | 34 694 609             | 57,4 %                     | 25 745 083           | 42,6 %                   | 196 024 km2   | 308 obyv./km2     |
| 10                 | Ándhrapradéš                       | 49 577 103        | 4,1 %             | 11 %                        | 34 966 693             | 70,53 %                    | 14 610 410           | 29,47 %                  | 162 968 km2   | 303 obyv./km2     |
| 11                 | Urísa                              | 41 974 219        | 3,47 %            | 14 %                        | 34 970 562             | 83,31 %                    | 7 003 656            | 16,69 %                  | 155 707 km2   | 269 obyv./km2     |
| 12                 | Telangána                          | 35 003 674        | 2,89 %            | 13,58 %                     | 21 395 009             | 61,12 %                    | 13 608 665           | 38,88 %                  | 112 077 km2   | 312 obyv./km2     |
| 13                 | Kérala                             | 33 406 061        | 2,76 %            | 4,9 %                       | 17 471 135             | 52,3 %                     | 15 934 926           | 47,7 %                   | 38 863 km2    | 859 obyv./km2     |
| 14                 | Džhárkhand                         | 32 988 134        | 2,73 %            | 22,4 %                      | 25 055 073             | 75,95 %                    | 7 933 061            | 24,05 %                  | 79 714 km2    | 414 obyv./km2     |
| 15                 | Ásám                               | 31 205 576        | 2,58 %            | 17,7 %                      | 26 807 034             | 85,9 %                     | 4 398 542            | 14,1 %                   | 78 438 km2    | 398 obyv./km2     |
| 16                 | Paňdžáb                            | 27 743 338        | 2,29 %            | 13,89 %                     | 17 344 192             | 62,52 %                    | 10 399 146           | 37,48 %                  | 50 362 km2    | 551 obyv./km2     |
| 17                 | Čhattísgarh                        | 25 545 198        | 2,11 %            | 22,6 %                      | 19 607 961             | 76,76 %                    | 5 937 237            | 23,24 %                  | 135 191 km2   | 189 obyv./km2     |
| 18                 | Harijána                           | 25 351 462        | 2,09 %            | 19,9 %                      | 16 509 359             | 65,12 %                    | 8 842 103            | 34,88 %                  | 44 212 km2    | 573 obyv./km2     |
| Svazové teritorium | Dillí                              | 16 787 941        | 1,39 %            | 21,2 %                      | 419 042                | 2,5 %                      | 16 368 899           | 97,5 %                   | 1 484 km2     | 11 297 obyv./km2  |
| Svazové teritorium | Džammú a Kašmír                    | 12 267 032        | 1,01 %            | 23,6 %                      | 9 064 220              | 73,89 %                    | 3 202 812            | 26,11 %                  | 125 535 km2   | 297 obyv./km2     |
| 19                 | Uttarákhand                        | 10 086 292        | 0,83 %            | 18,8 %                      | 7 036 954              | 69,77 %                    | 3 049 338            | 30,23 %                  | 53 483 km2    | 189 obyv./km2     |
| 20                 | Himáčalpradéš                      | 6 864 602         | 0,57 %            | 12,9 %                      | 6 176 050              | 89,97 %                    | 688 552              | 10,03 %                  | 55 673 km2    | 123 obyv./km2     |
| 21                 | Tripura                            | 3 673 917         | 0,3 %             | 14,8 %                      | 2 712 464              | 73,83 %                    | 961 453              | 26,17 %                  | 10 486 km2    | 350 obyv./km2     |
| 22                 | Méghálaj                           | 2 966 889         | 0,25 %            | 27,9 %                      | 2 371 439              | 79,93 %                    | 595 450              | 20,07 %                  | 22 429 km2    | 132 obyv./km2     |
| 23                 | Manípur                            | 2 570 390         | 0,21 %            | 18,6 %                      | 1 793 875              | 69,79 %                    | 776 515              | 30,21 %                  | 22 327 km2    | 122 obyv./km2     |
| 24                 | Nágáland                           | 1 978 502         | 0,16 %            | −0,6 %                      | 1 407 536              | 71,14 %                    | 570 966              | 28,86 %                  | 16 579 km2    | 119 obyv./km2     |
| 25                 | Goa                                | 1 458 545         | 0,12 %            | 8,2 %                       | 551 731                | 37,83 %                    | 906 814              | 62,17 %                  | 3 702 km2     | 394 obyv./km2     |
| 26                 | Arunáčalpradéš                     | 1 383 727         | 0,11 %            | 26 %                        | 1 066 358              | 77,06 %                    | 317 369              | 22,94 %                  | 83 743 km2    | 17 obyv./km2      |
| Svazové teritorium | Puduččéri                          | 1 247 953         | 0,1 %             | 28,1 %                      | 395 200                | 31,67 %                    | 852 753              | 68,33 %                  | 479 km2       | 2 598 obyv./km2   |
| 27                 | Mizóram                            | 1 097 206         | 0,09 %            | 23,5 %                      | 525 435                | 47,89 %                    | 571 771              | 52,11 %                  | 21 081 km2    | 52 obyv./km2      |
| Svazové teritorium | Čandígarh                          | 1 055 450 (odhad) | 0,09 %            | 17,2 %                      | 28 991                 | 2,75 %                     | 1 026 459            | 97,25 %                  | 114 km2       | 92 obyv./km2      |
| 28                 | Sikkim                             | 610 577 (odhad)   | 0,05 %            | 12,9 %                      | 456 999                | 74,85 %                    | 153 578              | 25,15 %                  | 7 096 km2     | 86 obyv./km2      |
| Svazové teritorium | Dádra a Nagar Havélí a Daman a Díu | 585 764           | 0,05 %            | 55,1 %                      | 243 510                | 41,57 %                    | 342 254              | 58,43 %                  | 603 km2       | 970 obyv./km2     |
| Svazové teritorium | Andamany a Nikobary                | 380 581           | 0,03 %            | 6,9 %                       | 237 093                | 62,3 %                     | 143 488              | 37,7 %                   | 8 249 km2     | 46 obyv./km2      |
| Svazové teritorium | Ladak                              | 274 000           | 0,02 %            | 17,8 %                      | 43 840                 | 16%                        | 230 160              | 84 %                     | 96 701 km2    | 3 obyv./km2       |
| Svazové teritorium | Lakadivy                           | 64 473            | 0,01 %            | 6,3 %                       | 14 141                 | 21,93%                     | 50 332               | 78,07 %                  | 32 km2        | 2 013 obyv./km2   |
| Celkem             | Indie                              | 1 210 569 573     | 100%              | 17.7%                       | 833 463 448            | 68,84%                     | 377 106 125          | 31,16%                   | 3 287 240 km2 | 382 obyv./km2     |